# SN 2007sz
SN 2007sz – supernowa typu II odkryta 2 października 2007 roku w galaktyce A020700-0506. Jej jasność pozostaje nieznana.